# NGC 4630
NGC 4630 ist eine 12,5 mag helle irreguläre Galaxie vom Hubble-Typ IBm im Sternbild der Jungfrau. Als Teil des Virgo-Galaxienhaufens ist sie etwa 30 Millionen Lichtjahre von der Milchstraße entfernt.
Sie wurde am 2. Februar 1786 von Wilhelm Herschel mit einem 18,7-Zoll-Spiegelteleskop entdeckt, der sie als matt, recht groß und zur Mitte hin etwas heller (faint, pretty large, a little brighter in the middle, „F., pL., lbM.“) beschrieb.